# Petrotilapia nigra
Petrotilapia nigra es una especie de peces de la familia Cichlidae en el orden de los Perciformes.

## Morfología
Los machos pueden llegar alcanzar los 12,2 cm de longitud total.

## Hábitat
Vive en zonas de clima tropical  entre 3-30  m de profundidad. 

## Distribución geográfica
Se encuentra en África):  lago Malawi